# 臼井千秋
臼井 千秋（うすい ちあき、1927年（昭和2年）9月9日 - 2023年（令和5年）2月1日）は、第2代東京都多摩市長。

## 来歴・人物
1948年に東京農工大学を卒業。1977年に多摩市議会副議長を経て、1979年には市長に初当選。5期を務め、1999年に引退して勲三等瑞宝章を受章。2001年には名誉市民に選ばれる。趣味はゴルフ・ドライブ・写真。
2023年2月1日、老衰のため死去、95歳。生涯市内百草に居住していた。長男がいる。